# Collegio uninominale Sardegna - 05
Il collegio elettorale uninominale Sardegna - 05 è stato un collegio elettorale uninominale della Repubblica Italiana per l'elezione della Camera tra il 2017 ed il 2022.

## Territorio
Come previsto dalla legge elettorale italiana del 2017, il collegio era stato definito tramite decreto legislativo all'interno della circoscrizione Sardegna.
Era formato dal territorio di 80 comuni: Aggius, Aglientu, Alà dei Sardi, Anela, Ardara, Arzachena, Badesi, Benetutti, Berchidda, Bitti, Bonnanaro,
Bono, Bonorva, Bortigiadas, Borutta, Bottidda, Buddusò, Budoni, Bultei, Bulzi, Burgos, Calangianus, Castelsardo, Cheremule, Cossoine, Erula, Esporlatu, Galtellì, Giave, Golfo Aranci, Illorai, Irgoli, Ittireddu, La Maddalena, Laerru, Loculi, Lodè, Loiri Porto San Paolo, Lula, Luogosanto, Luras, Mara, Martis, Monti, Mores, Nughedu San Nicolò, Nule, Nulvi, Olbia, Onanì, Onifai, Orosei, Orune, Oschiri, Osidda, Ozieri, Padria, Padru, Palau, Pattada, Perfugas, Posada, Pozzomaggiore, San Teodoro, Santa Maria Coghinas, Santa Teresa Gallura, Sant'Antonio di Gallura, Sedini, Semestene, Siniscola, Telti, Tempio Pausania, Tergu, Thiesi, Torpè, Torralba, Trinità d'Agultu e Vignola, Tula, Valledoria e Viddalba.
Il collegio era quindi compreso tra la provincia di Sassari e la provincia di Nuoro.
Il collegio era parte del collegio plurinominale Sardegna - 02.

## Eletti
| Elezione | Elezione | Deputato        | Partito            |
| -------- | -------- | --------------- | ------------------ |
|          | 2018     | Bernardo Marino | Movimento 5 Stelle |
|          | 2022     | Bernardo Marino | Italia Viva        |

## Dati elettorali

### XVIII legislatura
Come previsto dalla legge elettorale, 232 deputati erano eletti con sistema a maggioranza relativa in altrettanti collegi uninominali a turno unico.
| Candidati              | Candidati                 | Voti    | %     | Liste                    | Voti    | %     |
| ---------------------- | ------------------------- | ------- | ----- | ------------------------ | ------- | ----- |
|                        | Bernardo Marino ✔️ Eletto | 50 299  | 38,73 | Movimento 5 Stelle       | 50 299  | 38,73 |
|                        | Giuseppe Fasolino         | 48 295  | 37,19 | Forza Italia             | 26 203  | 20,18 |
| Lega                   | Giuseppe Fasolino         | 48 295  | 37,19 | 15 398                   | 11,86   |       |
| Fratelli d'Italia      | Giuseppe Fasolino         | 48 295  | 37,19 | 5 170                    | 3,98    |       |
| Noi con l'Italia - UDC | Giuseppe Fasolino         | 48 295  | 37,19 | 1 524                    | 1,17    |       |
|                        | Paolo Bittu               | 21 860  | 16,83 | Partito Democratico      | 19 286  | 14,85 |
| +Europa                | Paolo Bittu               | 21 860  | 16,83 | 1 716                    | 1,32    |       |
| Civica Popolare        | Paolo Bittu               | 21 860  | 16,83 | 638                      | 0,49    |       |
| Italia Europa Insieme  | Paolo Bittu               | 21 860  | 16,83 | 220                      | 0,17    |       |
|                        | Francesco Dore            | 3 264   | 2,51  | Liberi e Uguali          | 3 264   | 2,51  |
|                        | Maria Multinu             | 2 464   | 1,90  | Autodeterminatzione      | 2 464   | 1,90  |
|                        | Ugo Pasella               | 918     | 0,71  | CasaPound                | 918     | 0,71  |
|                        | Tiziano Maccioni          | 916     | 0,71  | Il Popolo della Famiglia | 916     | 0,71  |
|                        | Enzo Gamba                | 778     | 0,60  | Potere al Popolo!        | 778     | 0,60  |
|                        | Antonella Carracoi        | 693     | 0,53  | Partito Comunista        | 693     | 0,53  |
|                        | Marta Pala                | 374     | 0,29  | Partito Valore Umano     | 374     | 0,29  |
| Totale                 | Totale                    | 129 861 | 100   |                          | 129 861 | 100   |
|                        |                           |         |       |                          |         |       |
| Voti non validi        | Voti non validi           | 4 739   | 3,52  |                          |         |       |
| Votanti                | Votanti                   | 134 600 | 62,80 |                          |         |       |
| Elettori               | Elettori                  | 214 324 |       |                          |         |       |